# Piper Vagabond
Die Piper PA-15 Vagabond und PA-17 Vagabond sind doppelsitzige Leichtflugzeuge, ausgelegt als Schulterdecker, die von dem US-amerikanischen Flugzeughersteller Piper Aircraft Corporation entwickelt und hergestellt wurden.

## Versionen

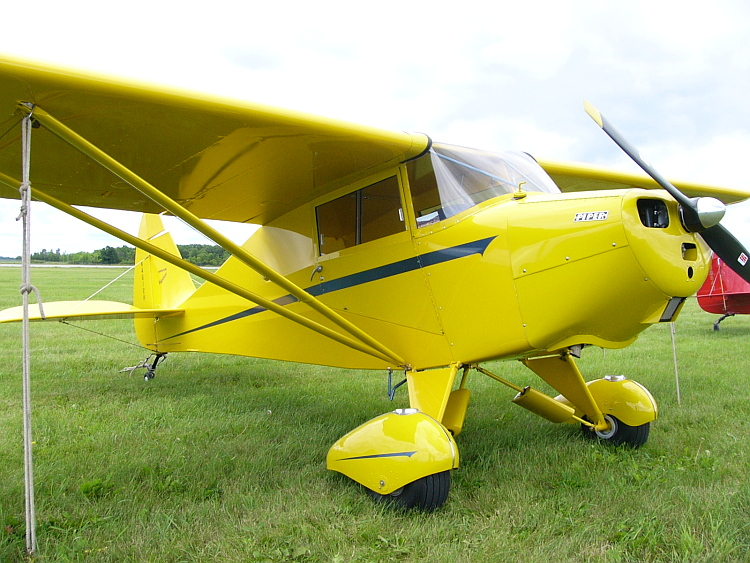
Piper PA-17 Vagabond

PA-15 Vagabond
Doppelsitzer, der von einem 65 PS Lycoming O-145 Kolbentriebwerk angetrieben wurde, 387 Exemplare gebaut.
PA-17 Vagabond
Auch als Vagabond Trainer bekannt, handelt es sich um eine Version der PA-15 mit einem Doppelsteuer, ausgelegt als Schulflugzeug. 214 Exemplare wurden gebaut.

## Technische Daten
| Kenngröße             | Daten (PA-15)                                      |
| --------------------- | -------------------------------------------------- |
| Besatzung/Passagiere  | 2                                                  |
| Spannweite            | 8,92 m                                             |
| Länge                 | 5,69 m                                             |
| Höhe                  | 1,83 m                                             |
| Flügelfläche          | 13,70 m²                                           |
| Flügelstreckung       | 5,8                                                |
| Leermasse             | 281 kg                                             |
| max. Startmasse       | 499 kg                                             |
| Antrieb               | ein Vierzylinder-Boxermotor Avco Lycoming O-145-B2 |
| Leistung              | 65 PS (48 kW)                                      |
| Höchstgeschwindigkeit | 164 km/h in Bodennähe                              |
| Dienstgipfelhöhe      | 3810 m                                             |
| Reichweite            | 410 km                                             |